# My Name Will Live On
My Name Will Live On è il quarto album in studio dell'epic/doom metal band italiana DoomSword pubblicato nel 2007 dalla Dragonheart Records con distribuzione Audioglobe.

## Tracce[1]
1. Death of Ferdia - 7:24
2. Gergovia - 5:58
3. Days of High Adventure - 4:29
4. Steel of My Axe - 4:08
5. Claideamh Solais (Sword of Light) - 6:44
6. Thundercult - 5:19
7. Luni - 4:53
8. Once Glorious - 8:22
9. The Great Horn - 7:34

## Formazione
- Deathmaster - voce
- The Forger - chitarra
- Alessio Berlaffa - chitarra
- Geilt - basso
- WrathLord - batteria